# Włodzimierz Bolecki
Włodzimierz Bolecki (geboren 13. April 1952 in Warschau) ist ein polnischer Literaturwissenschaftler.

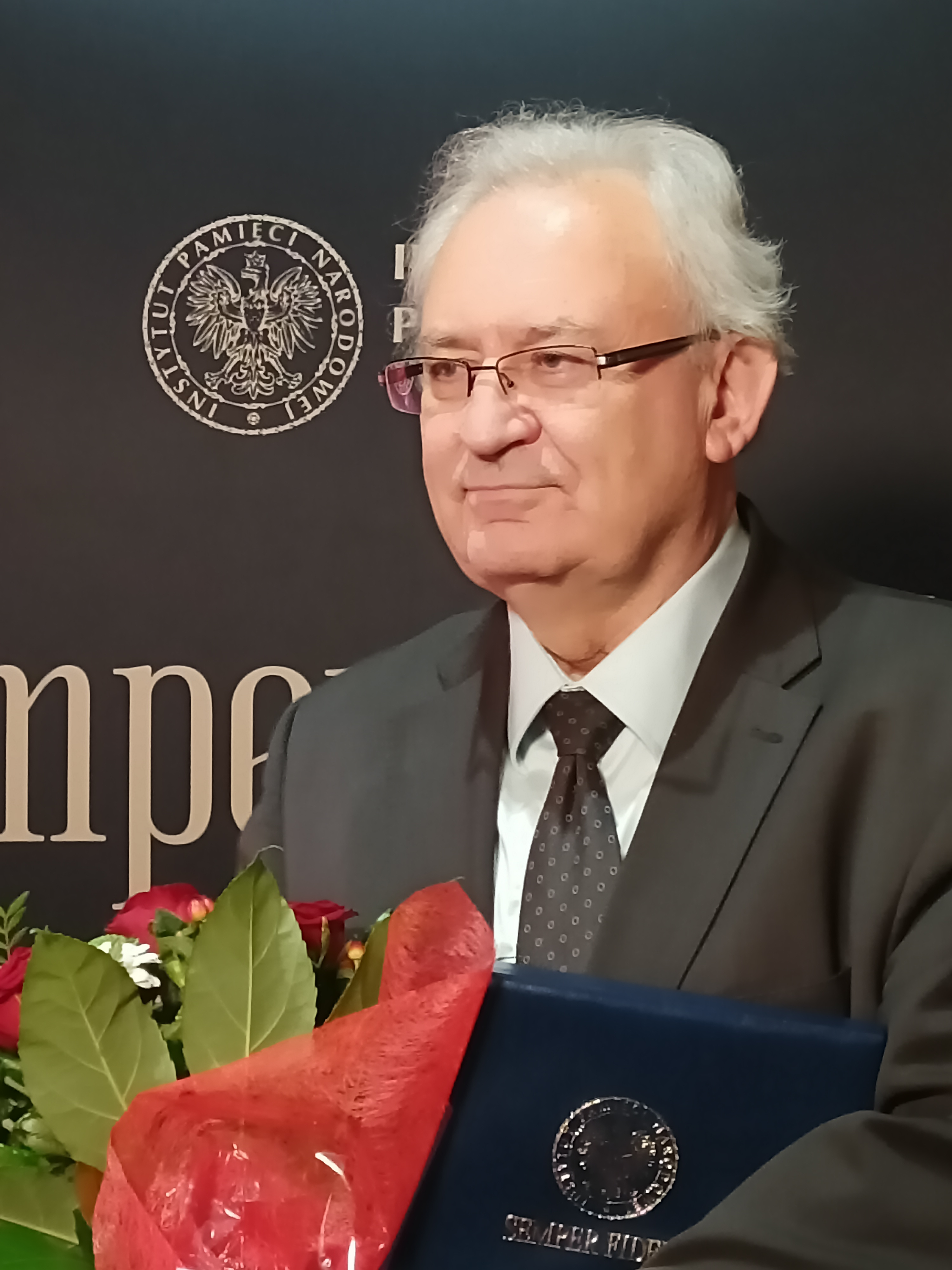
Włodzimierz Bolecki (2022)

## Leben
Włodzimierz Bolecki besuchte die Schule in Warschau und studierte Polonistik an der Universität Warschau. Seine Magisterarbeit schrieb er 1976 über Wacław Berent. 1980 wurde er mit der Dissertation Poetycki model prozy w dwudziestoleciu międzywojennym am Institut für Literaturforschung der Polnischen Akademie der Wissenschaften promoviert und habilitierte sich ebendort 1992 mit der Schrift Pre-teksty i teksty. Z zagadnień związków międzytekstowych w literaturze polskiej XX w. Er wurde 1996 zum Professor an der PAN ernannt. Von 1995 bis 2004 war er Professor an der Universität Łódź und ab 2005 an der Universität Warschau.
Er publizierte über moderne und postmoderne polnische Literatur sowie insbesondere über Witold Gombrowicz, Gustaw Herling-Grudziński und Bruno Schulz. Seine Arbeit Rozmowy w Dragonei über Herling-Grudziński stand 1998 auf der Longlist zum  Nike Literaturpreis.
Er erhielt unter anderem 1989 in Genf den Kościelski-Preis, 1991 in Paris den Preis der Exilzeitschrift Kultura, 2007 den Kazimierz-Wyka-Preis und  2022 die Auszeichnung Semper Fidelis. Er wurde zum Mitglied der  Polska Akademia Umiejętności gewählt und zum Offizier des Ordens Polonia Restituta ernannt.

## Schriften (Auswahl)

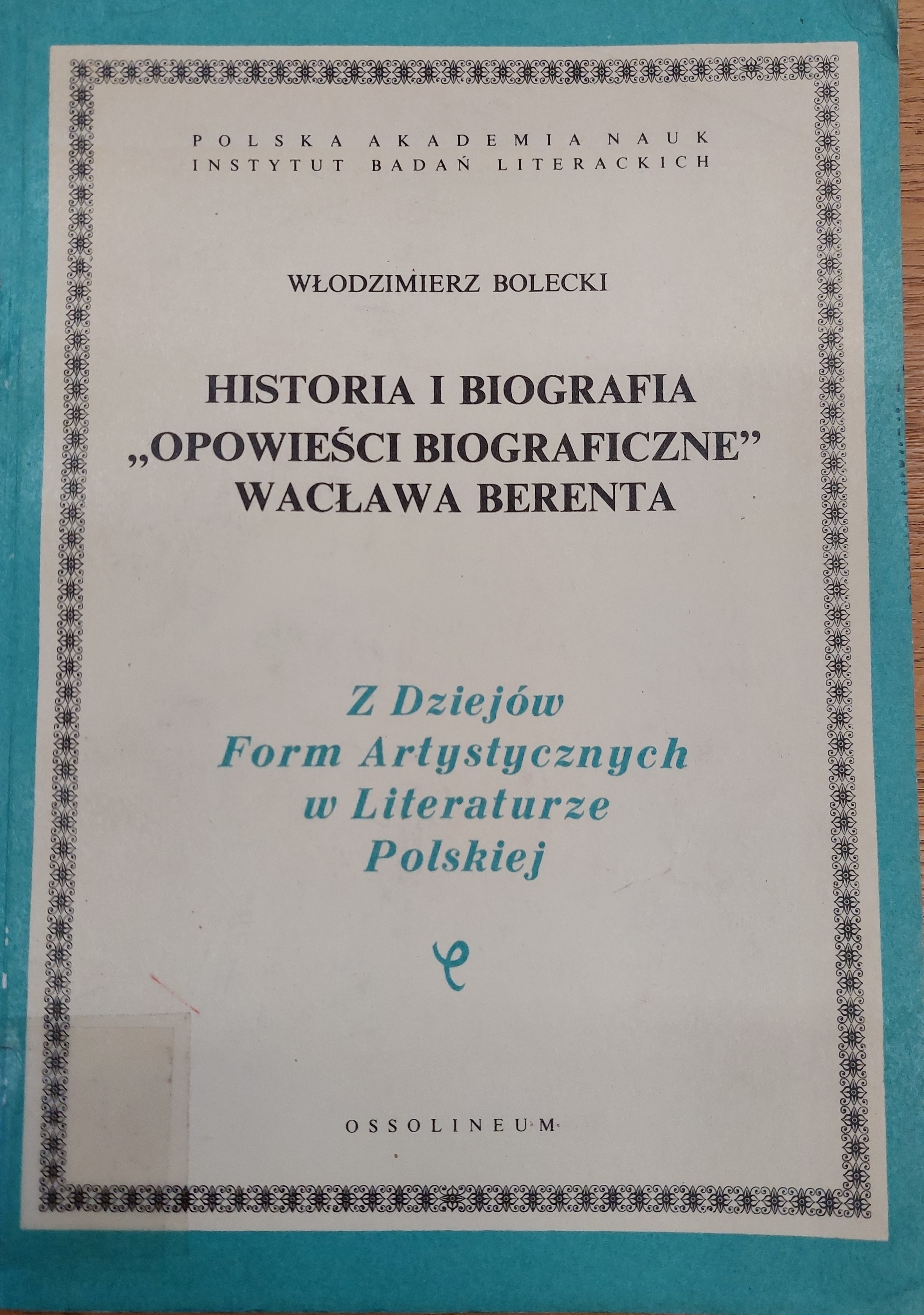
Die Magisterarbeit wurde 1978 vom Institut für Literaturforschung der Polnischen Akademie der Wissenschaften beim Breslauer Ossolineum verlegt.

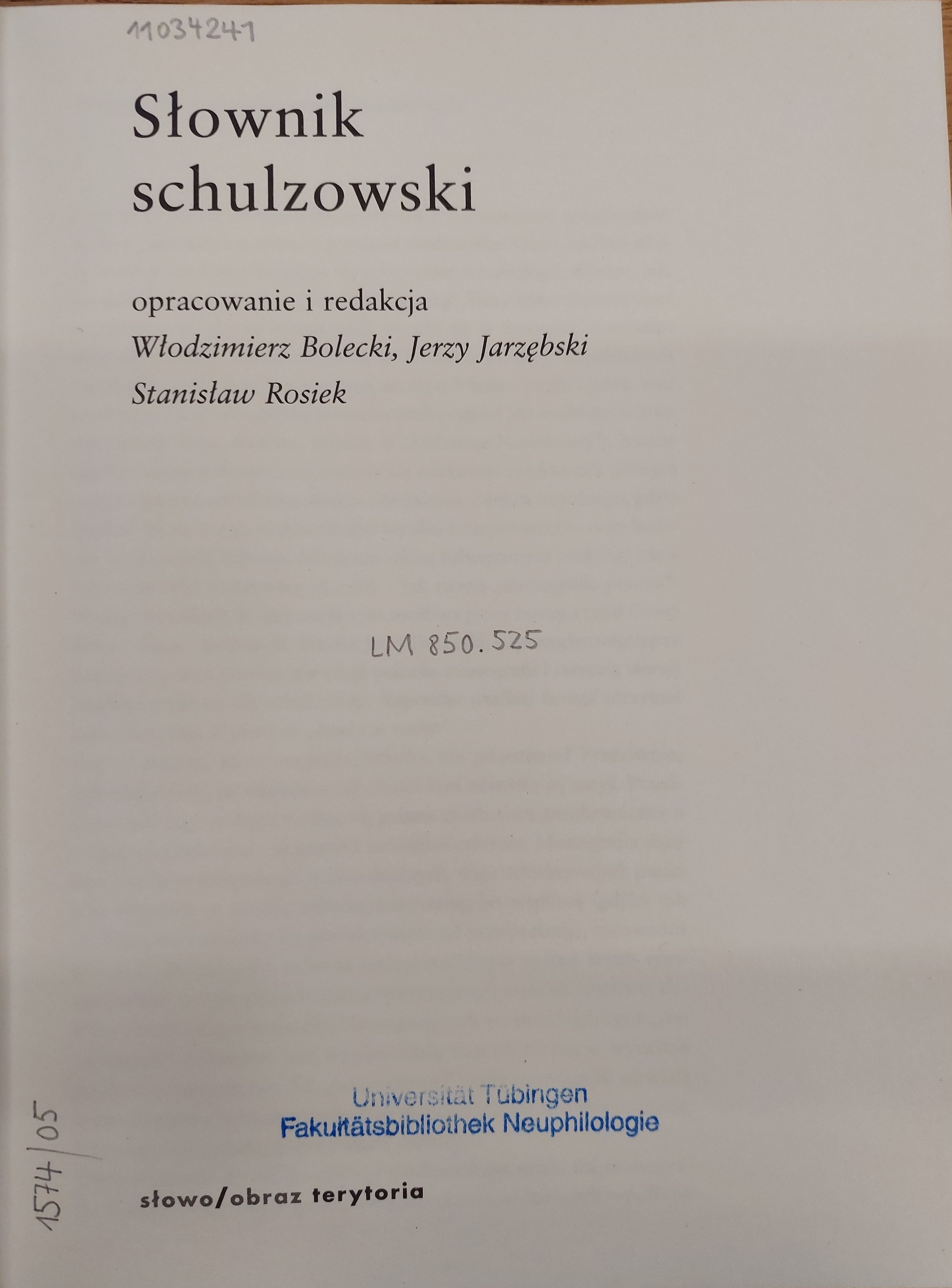
Mitherausgeber von Bruno Schulz (2003)

- Historia i biografia. „Opowieści biograficzne“ Wacława Berenta. Breslau, 1978
- Poetycki model prozy w dwudziestoleciu międzywojennym. Breslau: Wydawnictwo Ossolineum, 1982
- Ciemny Staw. Trzy szkice do portretu Gustawa Herlinga-Grudzińskiego. Warschau, 1991
- Pre-teksty i teksty. Z zagadnień związków międzytekstowych w literaturze polskiej XX wieku. Warschau, 1991
- Jerzy Malewski (Pseudonym): Ptasznik z Wilna. Krakau, 1991 (über Józef Mackiewicz)
- Inny Świat Gustawa Herlinga-Grudzińskiego. Warschau, 1994
- Poetycki model prozy w dwudziestoleciu międzywojennym: Witkacy, Gombrowicz, Schulz i inni. Studium z poetyki historycznej. Krakau, 1996
- Rozmowy w Dragonei: rozmowy przeprowadził, opracował i przygotował do druku Włodzimierz Bolecki. Warschau, 1997
- Polowanie na postmodernistów w Polsce. Krakau, 1999
- Rozmowy w Neapolu. Warschau, 2000
- Włodzimierz Bolecki, Jerzy Jarzębski, Stanisław Rosiek (Hrsg.): Słownik schulzowski. Danzig, 2003
- Ciemna Miłość. Szkice o twórczości Gustawa Herlinga-Grudzińskiego. Krakau, 2005
- Inna krytyka. Krakau, 2006
- Ptasznik z Wilna. O Józefie Mackiewiczu. Krakau, 2007
- Modalności modernizmu. Studia, analizy, interpretacje. Warschau, 2013
- Anna Łebkowska, Włodzimierz Bolecki (Hrsg.): Kulturowa historia literatury. Warschau: Instytut Badań Literackich PAN Wydawnictwo, 2015
- Wenus z Drohobycza : (o Brunonie Schulzu). Danzig, 2017